# Nectomys palmipes
Nectomys palmipes är en däggdjursart som beskrevs av Allen och Chapman 1893. Nectomys palmipes ingår i släktet vattenrisråttor, och familjen hamsterartade gnagare. IUCN kategoriserar arten globalt som livskraftig. Inga underarter finns listade i Catalogue of Life.
Arten förekommer i östra Venezuela samt på Trinidad. Habitatet utgörs av regnskogar i låglandet, av andra skogar nära vattenansamlingar och av ängar med högt gräs. Nectomys palmipes besöker även jordbruksmark.
Individerna är aktiva under natten. De går på marken eller simmar i vattnet. Boet ligger oftast under omkullkastade träd, under rötter eller i den täta växtligheten. Arten äter kräftdjur och andra vattenlevande ryggradslösa djur samt några frukter och svampar. Reviret är 0,3 till 1,6 hektar stort.